# جراداتشاتس
جراداتشاتس (بالإنجليزية: Gradačac)‏ هي مدينة في كانتون توزلا في البوسنة والهرسك.
يبلغ عدد سكانها حوالي 41٬836 نسمة.

## توأمة
لجراداتشاتس اتفاقيات توأمة مع كل من:
- دورن
- سيواس
- Castenedolo [الإنجليزية]‏

## معرض صور

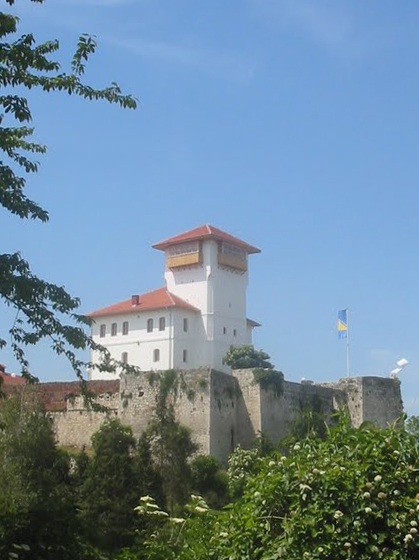
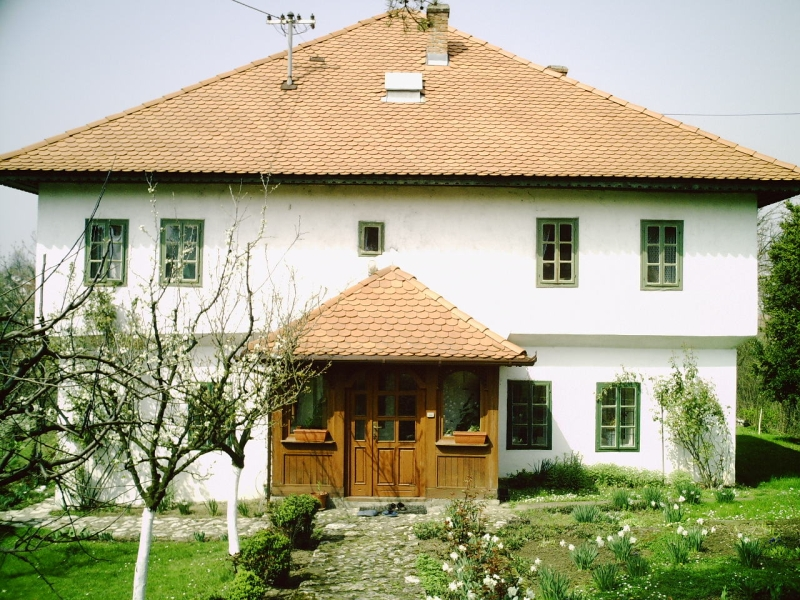
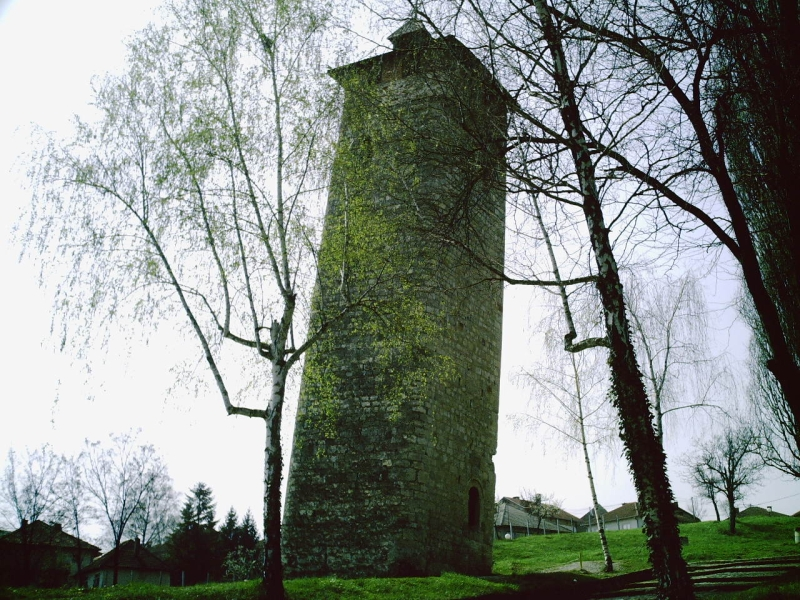
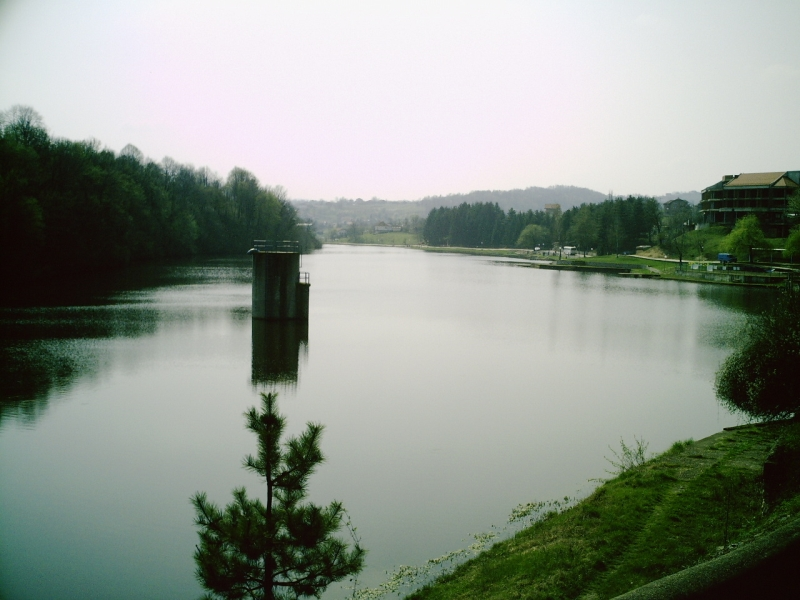

## أعلام
- برانيسلاف راتكوفيكا
- مارا لاكيتش
- حسين كافازوفيتش